# 7 август
7 август е 219-ият ден в годината според григорианския календар (220-и през високосна). Остават 146 дни до края на годината.

## Събития
- 626 г. – Завършва десетдневна аварска обсада на Константинопол, в която участват славяни, прабългари и други народи.
- 936 г. – Отон I става германски крал.
- 1316 г. – Йоан XXII е избран за 194-ти римски папа.
- 1782 г. – Джордж Вашингтон учредява почетния знак за военни заслуги Пурпурно сърце.

- 1803 г. – Започва първото околосветско плаване на руския мореплавател Иван Крузенщерн.
- 1819 г. – Освободителната армия начело със Симон Боливар, побеждава испанците и освобождава Богота, столицата на Колумбия.
- 1865 г. – Тодор Бурмов започва да издава в Цариград вестник „Время“.
- 1876 г. – В Букурещ Стефан Бобчев започва да издава политическия вестник „Стара планина“.
- 1877 г. – Руско-турска война (1877 – 1878): Започва преместването на Главната квартира на руската армия от село Тръстеник (днес град) в село Горна Студена, Свищовско.
- 1908 г. – Основани са Български конституционни клубове в Кратово и Крива паланка.
- 1913 г. – Във Франция е въведена задължителна тригодишна военна служба.
- 1924 г. – Приет е Закон за борба със скъпотията, който създава общински комисарства по продоволствието.
- 1927 г. – Тържествено е открит Мостът на мира над река Ниагара, свързващ САЩ и Канада по шосе.
- 1941 г. – В Кишиневското еврейско гето са ликвидирани 550 евреи.
- 1942 г. – Втора световна война: Започва битката между САЩ и Япония за Гуадалканал.
- 1944 г. – Генерал Дуайт Айзенхауер премества своята щаб-квартира от Лондон в Реймс (Франция).
- 1947 г. – Завършва плаването през Тихи океан на Тур Хейердал и неговата експедиция на борда на лодката Кон-Тики.
- 1959 г. – Американският сателит „Експлорър 6“ е изстрелян от полигона в Кейп Канаверал и става първият спътник, изпратил снимки на Земята.
- 1960 г. – Фидел Кастро подписва декрет за национализиране на американската собственост в Куба.
- 1960 г. – Кот д'Ивоар получава независимост от Франция.
- 1964 – американският Конгрес приема Тонкинската резолюция, давайки разрешение на Президента Линдън Джонсън за използване на конвенционално оръжие в Югоизточна Азия.
- 1962 г. – България признава независимостта на Ямайка.
- 1981 г. – В околоземна орбита е изведен изкуственият спътник Интеркосмос-България-1300.
- 1987 г. – Президентите на Коста Рика, Гватемала, Салвадор, Никарагуа и Хондурас подписват регионален план за мир.
- 1990 г. – Министър-председателят Андрей Луканов подава във Великото народно събрание оставката на правителството.
- 1990 г. – Партията Африкански национален конгрес на Нелсън Мандела прекратява борбата си срещу управлението на белите и започва официални преговори за премахване на системата на апартейд в ЮАР.
- 1990 – САЩ започват военна операция Пустинен щит от територията на Саудитска Арабия.
- 1996 г. – НАСА съобщава за открита примитивна форма на живот при изследване на метеорит, паднал на Земята преди 13 000 години.
- 1998 г. – Извършени са атентати срещу американските посолства в Найроби (Кения), и Дар-ес-Салаам (Танзания), в резултат на които загиват над 224 души, а 4500 са ранени.

## Родени
- 317 г. – Констанций II, Римски император († 361 г.)
- 1870 г. – Густав Круп фон Болен унд Халбах, немски индустриалец († 1950 г.)
- 1876 г. – Мата Хари, холандска танцьорка († 1917 г.)
- 1881 г. – Франсоа Дарлан, френски военачалник и политик († 1942 г.)
- 1883 г. – Йоахим Рингелнац, немски писател († 1934 г.)
- 1903 г. – Луис Лики, археолог и биолог († 1972 г.)
- 1904 г. – Ралф Бънч, американски дипломат, Нобелов лауреат през 1950 г. († 1971 г.)
- 1909 г. – Камен Писков, български шахматист († 1972 г.)
- 1911 г. – Никълъс Рей, американски сценарист и режисьор († 1979 г.)
- 1919 г. – Дако Даковски, български кинорежисьор († 1962 г.)
- 1921 г. – Манитас де Плата, френски фламенко китарист († 2014 г.)
- 1925 г. – Климент Цачев, български писател († 1996 г.)
- 1928 г. – Джеймс Ранди, илюзионист и скептик († 2020 г.)
- 1930 г. – Вельо Тормис, естонски композитор († 2017 г.)
- 1932 г. – Абебе Бикила, етиопски лекоатлет († 1973 г.)
- 1932 г. – Христо Друмев, български общественик († 2023 г.)
- 1933 г. – Елинор Остром, американски политолог († 2012 г.)
- 1936 г. – Стефан Цанев, български писател
- 1943 г. – Кирил Кавадарков, български актьор († 2025 г.)
- 1943 г. – Николай Майсторов, български художник
- 1946 г. – Кева Апостолова, българска писателка
- 1946 г. – Джон Мадър, американски астрофизик, Нобелов лауреат
- 1948 г. – Дан Халуц, израелски генерал
- 1958 г. – Брус Дикинсън, британски музикант (Iron Maiden)
- 1959 г. – Каля Зографова, българска художничка
- 1960 г. – Дейвид Духовни, американски актьор
- 1963 г. – Харолд Перино, американски актьор
- 1965 г. – Цветозар Дерменджиев, български футболист
- 1966 г. – Албена Павлова, българска актриса
- 1966 г. – Роберт Зееталер, австрийски писател и актьор
- 1966 г. – Джими Уелс, американски бизнесмен, основател на Уикипедия
- 1969 г. – Домино Харви, ловец на глави († 2005 г.)
- 1971 г. – Димитър Ганчев, български предприемач
- 1971 г. – Сидни Пени, американска актриса
- 1975 г. – Шарлиз Терон, американска актриса
- 1975 г. – Ханс Матисън, шотландски актьор
- 1979 г. – Атанас Атанасов, български актьор
- 1982 г. – Аби Корниш, австралийска актриса
- 1987 г. – Десислава Георгиева, български политик

## Починали
- 1106 г. – Хенрих IV, немски крал (* 1050 г.)
- 1782 г. – Андреас Сигизмунд Марграф, германски химик (* 1709 г.)
- 1834 г. – Жозеф Мари Жакард, френски механик, създател на тъкачния стан (* 1752 г.)
- 1848 г. – Йонс Берцелиус, шведски химик (* 1779 г.)
- 1855 г. – Мариано Ариста, Мексикански политик и военачалник (* 1802 г.)
- 1897 г. – Васил Попович, български писател (* 1833 г.)
- 1900 г. – Вилхелм Либкнехт, германски публицист и социалист (* 1826 г.)
- 1921 г. – Александър Блок, руски поет (* 1880 г.)
- 1922 г. – Александър Делкомюн, белгийски изследовател (* 1855 г.)
- 1922 г. – Стоян Дринов, български писател и преводач (* 1883 г.)
- 1934 г. – Адемар Гелб, немски психолог (* 1887 г.)
- 1936 г. – Тома Попгеоргиев, български учител и свещеник (* 1878 г.)
- 1938 г. – Константин Станиславски, руски актьор и режисьор (* 1863 г.)
- 1941 г. – Рабиндранат Тагор, индийски писател Нобелов лауреат през 1913 г. (* 1861 г.)
- 1949 г. – Камен Луков, български композитор и диригент (* 1875 г.)
- 1957 г. – Оливър Харди, американски комик и актьор (* 1892 г.)
- 1957 г. – Панчо Хаджимишев, български дипломат (* 1874 г.)
- 1958 г. – Карл Спенсър Лешли, американски невропсихолог и физиолог (* 1890 г.)
- 1986 г. – Хаим Оливер, български писател (* 1918 г.)
- 1987 г. – Анатоли Папанов, руски актьор († 1922 г.)
- 1987 г. – Михайло Апостолски, югославски военен (* 1901 г.)
- 1987 г. – Нобусуке Киши, Министър-председател на Япония (* 1896 г.)
- 1999 г. – Паун Генов, български поет и журналист (* 1915 г.)
- 2003 г. – Ангел Столинчев, български църковен деятел (* 1917 г.)

## Празници
- Италия – Празник на град Албинеа
- Канада – Ден на гражданите
- Кирибати – Ден на младежта
- Колумбия – Признаване на независимостта (от Испания, 1819 г., национален празник)
- Кот д'Ивоар – Ден на независимостта (1960 г., от Франция, национален празник)
- Самоа – Ден на труда